# Tobolszki járás

A Tobolszki járás a Tyumenyi területen

A Tobolszki járás (oroszul Тобольский район) Oroszország egyik járása a Tyumenyi területen. Székhelye Tobolszk.

## Népesség
- 1989-ben 29 661 lakosa volt.
- 2002-ben 23 679 lakosa volt, melyből 14 151 orosz, 8 492 tatár, 283 ukrán, 175 német, 123 csuvas, 106 fehérorosz, 42 baskír, 36 azeri, 33 üzbég stb.
- 2010-ben 22 354 lakosa volt, melyből 13 719 orosz, 7 627 tatár, 245 ukrán, 136 német, 93 csuvas, 68 fehérorosz, 52 üzbég, 37 baskír, 34 azeri stb.